# Карнизозеро
Карнизозеро — озеро на территории Ругозерского сельского поселения Муезерского района Республики Карелии.

## Общие сведения
Площадь озера — 3 км², площадь водосборного бассейна — 15,4 км². Располагается на высоте 129,9 метров над уровнем моря.
Форма озера лопастная, продолговатая: оно вытянуто с северо-востока на юго-запад. Берега изрезанные, каменисто-песчаные, местами заболоченные.
Из залива на юго-западной стороне озера вытекает протока, впадающая в Евжозеро, через которое протекает река Онда, втекающая в Нижний Выг.
В озере расположено не менее трёх безымянных островов различной площади.
К востоку и западу от озера проходят лесные дороги.
Код объекта в государственном водном реестре — 02020001311102000008005.